# Tonganoxie
Tonganoxie es una ciudad ubicada en el condado de Leavenworth en el estado estadounidense de Kansas. En el año 2010 tenía una población de 4996 habitantes y una densidad poblacional de 616,79 personas por km².

## Geografía
Tonganoxie se encuentra ubicada en las coordenadas 39°6′32″N 95°5′13″O / 39.10889, -95.08694 (39.108880, -95.086885).

## Demografía
Según la Oficina del Censo en 2000 los ingresos medios por hogar en la localidad eran de $44,278 y los ingresos medios por familia eran $49,960. Los hombres tenían unos ingresos medios de $37,301 frente a los $24,028 para las mujeres. La renta per cápita para la localidad era de $18,026. Alrededor del 6.0% de la población estaban por debajo del umbral de pobreza.